# 克里斯蒂安·纳波莱斯
克里斯蒂安·纳波莱斯（西班牙語：Cristian Nápoles，1998年11月27日—），古巴男子田径运动员，2015年世界青少年田径锦标赛男子三级跳远金牌得主、2016年世界U20田径锦标赛男子三级跳远银牌得主、2023年世界田径锦标赛男子三级跳远铜牌得主。